# Dschungeldivision

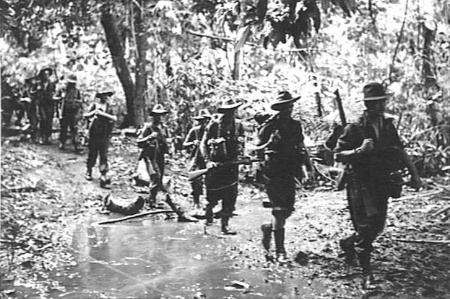
Soldaten der B Kompanie des australischen 30. Bataillons überqueren während der Schlacht um Sio einen seichten Flusslauf zwischen Weber Point und Malalamai, 9. Februar 1944.

Die Dschungeldivision war ein während des Zweiten Weltkriegs 1943 durch das Australische Heer eingeführter Formationstyp. Sie war leichter ausgerüstet als die im bisherigen Kriegsverlauf vor allem im Afrikafeldzug eingesetzten Infanteriedivisionen, die sich am britischen Vorbild orientierten. Sie sollte damit den speziellen Herausforderungen des Dschungelkriegs gegen die Japaner in der Southwest Pacific Area Rechnung tragen. Die Dschungeldivisionen waren insgesamt kleiner, verfügten über weniger schwere Waffen, Fahrzeuge und Unterstützungseinheiten und erwiesen sich während der späteren Schlachten im südwestpazifischen Raum mit australischer Beteiligung als erfolgreich.

## Reorganisation des Australischen Heeres 1943
Die sich ändernde Kriegsführung während des Zweiten Weltkriegs führte zu wesentlichen Änderungen in der Zusammensetzung der australischen Heereseinheiten. Die Erfolge der motorisierten und mechanisierten Infanterie der deutschen Wehrmacht im Polen- und Westfeldzug überzeugte die australischen Heeresplaner davon, dass die Armee mehr gepanzerte Einheiten benötigte. Ab 1941 wurde mit der 1st Armoured Division der erste Großverband dieses Typs aufgestellt. Im Jahr 1942 folgten die beiden Kavalleriedivisionen der Heeresreserve, die motorisiert wurden und dann zu Panzerdivisionen umgerüstet wurden. Zur Unterstützung der Infanterie wurde darüber hinaus die 3. Heerespanzerbrigade aufgestellt.
Nach Ausbruch des Pazifikkriegs sorgte die japanische Bedrohung für eine Verschiebung des australischen Truppenfokus vom afrikanisch-europäischen in den pazifischen Kriegsschauplatz. Die Anforderungen und Schwierigkeiten der Dschungelkriegsführung führten dazu, dass das Hauptquartier der Landstreitkräfte im Februar 1943 drei verschiedene Typen von Divisionen definierte. Panzerdivisionen, Infanteriedivisionen und Dschungeldivisionen. Größere gepanzerte Einheiten erwiesen sich als den Anforderungen des Dschungelkrieges nicht entsprechend und wurden im Verlauf der Jahre 1943 und 1944 aufgelöst.
Die australische Militärführung beschloss Anfang 1943, sechs Infanteriedivisionen zu Dschungeldivisionen umzurüsten. Diese verfügten über weniger Personal sowie schwere Waffen, Fahrzeuge und Unterstützungseinheiten als die bisherigen Infanteriedivisionen, die auf den Grundpfeilern „Mannstärke, Transport und Fernmeldewesen“ fußten. Innerhalb der Divisionen wurden die jeweiligen Bataillone in ihrem Personalbestand verkleinert, die Luftabwehr- und Transportzüge aufgelöst beziehungsweise in Maschinengewehrzüge mit je vier Vickers-Maschinengewehren umgewandelt. Die Zahl von 81-mm-Mörsern erhöhte sich von sechs auf acht. Die in den Standarddivisionen zahlreich vorhandenen Motorräder, Lastkraftwagen und andere motorisierten Fahrzeuge waren in der oft straßenlosen Wildnis des südwestpazifischen Dschungels als nur eingeschränkt nutzbar. Aus diesem Grund erhielt jede Schützenkompanie nur einen Jeep und einen Anhänger. Der Transport von Nachschub musste durch die fußbeweglichen Soldaten und einheimische Träger beziehungsweise aus der Luft erfolgen. Viele administrative Tätigkeiten und das zugehörige Personal wurden genau so aus den Einheiten abgezogen wie die nicht mehr benötigten Trupps für die Versorgung und Instandhaltung des Divisions-Fuhrparks.
Die Überlegung hinter den Änderungen war, die Infanterieverbände dadurch beweglicher und gefechtsstärker zu machen, und sie von im tropischen Terrain nicht benötigten Elementen zu befreien. Darüber hinaus machte die abnehmende Schlagkraft der japanischen Artillerie und Luftstreitkräfte weniger schwere Abwehrwaffen nötig. Der Einsatz von weniger Soldaten sollte darüber hinaus Männer für die heimische Zivilindustrie verfügbar machen, die unter dem Abfluss von geschulten Arbeitern in den Militärdienst litt. Mit 13.118 Männern war eine Dschungeldivision etwa 4.000 Mann schwächer als eine Infanteriedivision. Die größten Probleme bestanden im Nachschubtransport, da die Inseln nördlich Australiens häufig nur über ein mangelhaftes Straßennetz und ungenügende Hafenanlagen verfügten. Der Transport von Nachschub ins Inland sowie von Verwundeten zur Evakuierung an die Küste oder zu Flugfeldern erfolgte überwiegend zu Fuß. Die Struktur der Dschungeldivisionen optimierte die australischen Streitkräfte nach Möglichkeit gegenüber den äußeren Bedingungen und waren das erste Mal, dass das australische Heer Einheiten organisatorisch speziell an die Gegebenheiten anpasste, anstatt der britischen Militärdoktrin zu folgen.
Die sechs Dschungeldivisionen, darunter drei der Heeresreserve, waren die 3rd, 5th, 6th, 7th, 9th und 11th Division. Diese Divisionen stellten den Großteil der außerhalb Australiens eingesetzten Truppen dar. Die verbleibenden wurden hauptsächlich in der Heimat eingesetzt oder aufgelöst. Obwohl die Dschungeldivisionen sich als erfolgreich erwiesen zeigte sich, dass zusätzliche Artillerieunterstützung nötig war und einige der Divisionen erhielten je zwei zusätzliche Feldartillerieregimenter.

## Struktur einer Dschungeldivision
Bei ihrer Aufstellung 1943 verfügten die Dschungeldivisionen grundsätzlich über folgende Struktur:
- Divisionsstab
- 3 Infanteriebrigaden mit je drei Infanteriebataillonen
- 1 Feldartillerieregiment mit 24 25-Pfünder-Geschützen
- 1 leichte Luftabwehrbatterie
- Divisions-Pioniere
- Divisions-Militärpolizeikompanie
- Divisions-Fernmelder
- Divisions-Transportkompanie mit Universal Carrier
- Divisions-Nachschub
- 3 Sanitätskompanien
- 6 leichte Unterstützungsabteilungen
- 3 Brigadenwerkstätten